# De Banier van Waarheid en Recht
De Banier van Waarheid en Recht was van 1929 tot 1936 een krant in Suriname en had als ondertitel Surinaamsch Nieuws- en Advertentieblad. De krant stond kritisch tegenover gouvernement in Suriname en werd daarvoor meermaals berispt.

## Geschiedenis
De Banier van Waarheid en Recht werd opgericht in 1929 en stond onder leiding van P.A. May die ook lid is geweest van de Koloniale Staten. De oplage was ongeveer 700 kranten groot en werd in 1934 naar 1000 uitgebreid toen  Julien Christiaan Sarucco de leiding overnam. Hiermee was het de derde krant in grootte van Suriname, naast De West en Suriname. Er verscheen een middageditie op de woensdag en zaterdag.
De krant zocht geregeld de grenzen op en was daardoor een luis in de pels van de politiek. In het korte bestaan kwam het daarom meermaals op berispingen te staan en maande de overheid Sarucco om de toon te matigen. Na de demonstraties rond Anton de Kom in 1933 voerde het gouvernement censuur in die ook wel bekend werd als de muilkorfwetgeving. In zijn krant hield Sarucco procureur-generaal F.L.J. van Haaren  verantwoordelijk voor de slachtoffers tijdens de genoemde demonstraties, wat hem door de nieuwe wetgeving kwam te staan op vier weken gevangenisstraf.
De krant stelde zich op als een spreekbuis voor de gewone burger en publiceerde veel stukken die door lezers waren toegestuurd. In een verslag van de Tweede Kamer uit 1935, met daarin een uitvoerige beschrijving over de zaak-Sarucco, wordt de krant als volgt gekarakteriseerd: "een wonderlijk mengelmoes. Men vond er stukjes, die een communistische strekking schenen te hebben en die dan ook vaak zonder nauwkeurige bronvermelding aan De Tribune ontleend waren, naast verklaringen van de redactie dat het communisme niets voor Suriname was of kon worden, uitingen van liefde voor het Oranjehuis, lofzangen op den Gouverneur en voorts vele stichtelijke godsdienstige beschouwingen waardoor een groot deel van De Banier niet zelden eruitzag als een evangelisatieblaadje."